# Bitva u Acheloje
Bitva u Acheloje nebo též Anchiala byla vojenským střetnutím mezi byzantskou a bulharskou armádou, jež skončila bulharským vítězstvím.

## Okolnosti
Poté, co konstantinopolský patriarcha Nikolaos Mystikos korunoval bulharského knížete Symeona na cara Bulharů, se proti dosavadní vládnoucí skupině soustředěné kolem něj vzmohla vlna odporu a místo do čela regentské rady vládnoucí za mladého císaře Konstantina VII. Porfyrogenneta se dostala císařovna–vdova Zoe Karbonopsina.

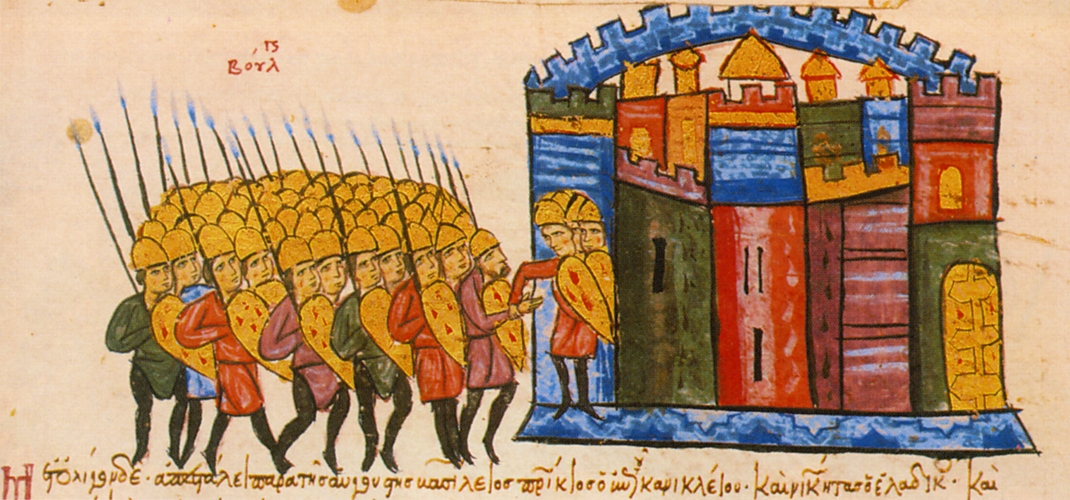
Bulhaři dobývají Adrianopol

Nová vláda začala s ostrou protibulharskou politikou, jež vyústila v nový konflikt mezi Byzancí a carem Symeonem. Bulharský vládce dobyl následně dvě významná byzantská města – Adrianopol a Drač. Byzantská vláda na to odpověděla vysláním armády, jež měla bulharskou vojenskou moc zničit a obnovit postavení Byzance. 

## Průběh bitvy

Schéma bitvy

Obě armády se střetly poblíž řeky Acheloje nacházející se v blízkosti města Anchiala (dnešní Pomorje) 20. srpna 917, přičemž z bitvy vyšla vítězně vojska cara Symeona.